# Derek Rowen

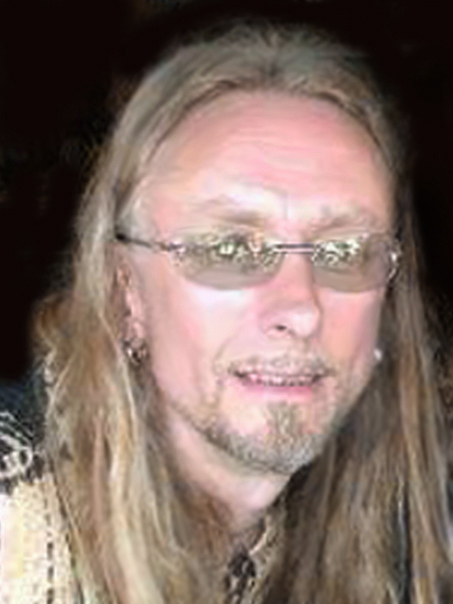
Derek Rowen

Derek Rowen (* 13. Mai 1959 in Dublin), bekannt unter dem Künstlerpseudonym „Guggi“, ist ein zeitgenössischer irischer Künstler.

## Leben
Derek Rowen kam in Dublin als zweites von zehn Kindern seiner Eltern zur Welt.
Guggi freundete sich schon zu Grundschulzeiten mit Paul Hewson, einem Nachbarskind aus derselben Straße an. Ihm hat er seinen Spitznamen „Bono Vox of O’Connell Street“ zu verdanken. Auch Gavin Friday zählte zum Freundestrio, das später die Clique namens „Lypton Village“ bildete, und aus der neben der Postpunkband „Virgin Prunes“ auch „U2“ hervorging.
Enttäuscht von der Musikindustrie, sowie nach einigen Querelen innerhalb der Band, verließ Guggi die „Virgin Prunes“ im Jahre 1984, um seiner künstlerischen Leidenschaft zu folgen: der minimalistischen Malerei, wobei er die Darstellungen von Gefäßen bevorzugte. Das Malen und Zeichnen brachte er sich überwiegend selbst bei, denn obwohl er als Kind schon Talent zeigte, konnten seine Lehrer seinem Stil nicht viel abgewinnen.
Seine Werke wurden in verschiedenen Ausstellungen gezeigt, unter anderem in der Tony Shafrazi Gallery in New York City, der Osborne Samuel Gallery in London und der Solomon Gallery in Dublin, wo er mit seiner Frau Sibylle und ihren gemeinsamen fünf Söhnen lebt.